# Illa Dowhy
Illa Dowhy, ukr. Ілля Довгий (ur. 1 sierpnia 1998 w Koziatynie) – ukraiński siatkarz, grający na pozycji środkowego.

## Sukcesy klubowe
Puchar Ukrainy:
- 2014, 2015

Mistrzostwo Ukrainy:
- 2015, 2016, 2017
- 2018, 2022

Superpuchar Ukrainy:
- 2017